# 中国指挥与控制学会
中国指挥与控制学会是中华人民共和国指挥与控制科技工作者组成的群众性学术团体，是中国科学技术协会主管的社会团体，2012年9月16日成立。